# Сборная Сомали по хоккею с мячом
Сборная Сомали по хоккею с мячом — представляет Сомали на международных соревнованиях по хоккею с мячом.

## История
Федерация Сомали по хоккею с мячом вступила в Федерацию международного бенди 2013 году. Сборная принимала участие в чемпионатах мира в группе «В» в 2014 и 2020 годах в Иркутске, в 2015 году в Хабаровске, в 2016 году в Ульяновске, в 2017 и 2019 годах в Швеции и в 2018 году в Харбине.
Команда полностью состоит из граждан республики Сомали, которые проживают в Швеции. Тренировки команды проходят в шведском городе Бурленге, где проживает около 3000 сомалийцев. О сборной Сомали планировалось снять документальный фильм, премьера которого должна была состояться в июне 2014 года.
15 декабря 2013 года сборная Сомали провела свой первый матч с ветеранами города Бурленге. Матч закончился со счетом 15:0 в пользу ветеранов. На матче присутствовало около 200 зрителей и много журналистов.
Первый официальный матч сборной Сомали состоялся 27 января 2014 года в Иркутске, который закончился победой сборной Германии со счетом 22:1. Автор первого гола сборной Сомали на 28 минуте матча стал Анвар Харед, голевой пас отдал вратарь Ахмед Мохамед. Всего за турнир сборная забила 3 мяча, 2 из которых забил А. Харед.
В 2016 и 2017 годах сборная Сомали сыграла товарищеские матчи с национальной командой Афганистана, составленной из граждан Афганистана, которые проживают в Швеции. 26 февраля 2016 сомалийцы одержали самую крупную в своей истории победу со счётом 15:0.
На чемпионате мира 2018 года (Хабаровск/Харбин) сомалийцы не забили ни одного мяча.
На чемпионате мира 2019 (Венерсборг, Швеция) сборная Сомали не планировала выступать. Однако в последний момент она заняла вакантное место, освободившееся из-за невозможности приезда команды Монголии. Уже в первой игре (против команды Словакии) сомалийцам удалось забить гол, (который оказался единственным на чемпионате) хотя в итоге они уступили 1:8. Сборная заняла на чемпионате в очередной раз последнее место.
Во всех пяти мировых чемпионатах сомалийцы все матчи проиграли и занимали соответственно последние места. Однако в Ульяновске на чемпионате мира 2016 года африканские спортсмены оказались предпоследними; из-за того, что эстонская сборная была дисквалифицирована.
В 2020 году сборная Сомали в последнем матче чемпионата в первом тайме забила единственный мяч на чемпионате и, впервые в своей истории, выиграла тайм матча.

## Состав сборной
| Игрок                   | Дата рождения |
| ----------------------- | ------------- |
| АБДИХАКИН Мохамед Абди  | 25.10.1996    |
| БИЛАЛ Мохамед           | 05.03.1995    |
| АБДУЛЛАХИ Салад         | 09.06.1997    |
| АХМЕД Абдиразак Ахмед   | 05.03.1997    |
| АБДИСАЛААН Варсаме      | 21.12.1994    |
| АХМЕД Дик Абдулле       | 03.01.1990    |
| АЛИБАШИР Варсаме        | 03.01.1998    |
| МОХАМЕД Ахмед           | 16.05.1995    |
| АХМЕД Мохамед (вратарь) | 20.01.1996    |
| МУРСАЛ Иса              | 22.10.1981    |
| ОСМАН Хассан Али        | 03.04.1970    |
| САДИК Кайса Хассан      | 12.03.1995    |
| АХМЕД Мохамед Ахмед     | 05.07.1995    |
| МОХАМУД Ахмед Мохамед   | 01.12.1994    |
| АХМЕД Бари              | 10.10.1983    |
| САДИК Кайса Ахмед       | 12.03.1995    |

### Выступления сборной Сомали
| Год     | Место                    | Забито                                                            | Пропущено |
| ------- | ------------------------ | ----------------------------------------------------------------- | --------- |
| 2014    | 9 место в дивизионе В    | 3 Анвар Харед — 2 Дик Абдулле Ахмед — 1                           | 72        |
| 2015    | 9 место в дивизионе В    | 3 Абдисалам Варшаме — 1 Анвар Харед — 1 Абдирахман Баркхадле — 1  | 63        |
| 2016    | 9 место в дивизионе В    | 5 Абдисалам Варшаме — 2 Абдирахман Баркхадле — 2 Махад Дирийе — 1 | 83        |
| 2017    | 10 место в дивизионе В   | 4                                                                 | 101       |
| 2018    | 8 место в дивизионе В    | 0                                                                 | 43        |
| 2019    | 12 место в дивизионе В   | 1 Абдирахман Баркхадле — 1                                        | 71        |
| 2020    | 10 место в дивизионе В   | 1 Абдирахман Баркхадле — 1                                        | 52        |
| Всего : | 8-12 место в дивизионе В | 17                                                                | 485       |